# 胡昭衡
胡昭衡（1915年—1999年），原名李欣，曾名胡蛮，河南省荥阳县人，中华人民共和国政治人物。

## 生平
早年参加一二九运动，后参加临汾八路军学兵队，进入八路军120师358旅，担任宣传科科长、组织科科长，晋绥军区政治部研究室秘书等。第二次国共内战期间，进入东北，担任西满军区办事处主任、内蒙自治运动联合会东蒙总分会秘书长。1947年，任内蒙骑兵一师政委。中华人民共和国成立后，担任内蒙古军区政治部第一副主任、内蒙计划委员会主任等。此后升任中共天津市委书记处书记兼天津市市长。后进入中央，任中华人民共和国卫生部副部长。